# Helga Labudda
Helga Magdalena Labudda (verheiratete Liebau; * 27. April 1935 in Zschornewitz, Kreis Bitterfeld, Provinz Sachsen; † 20. April 2014 in Berlin) war eine deutsche Schauspielerin und Synchronsprecherin.

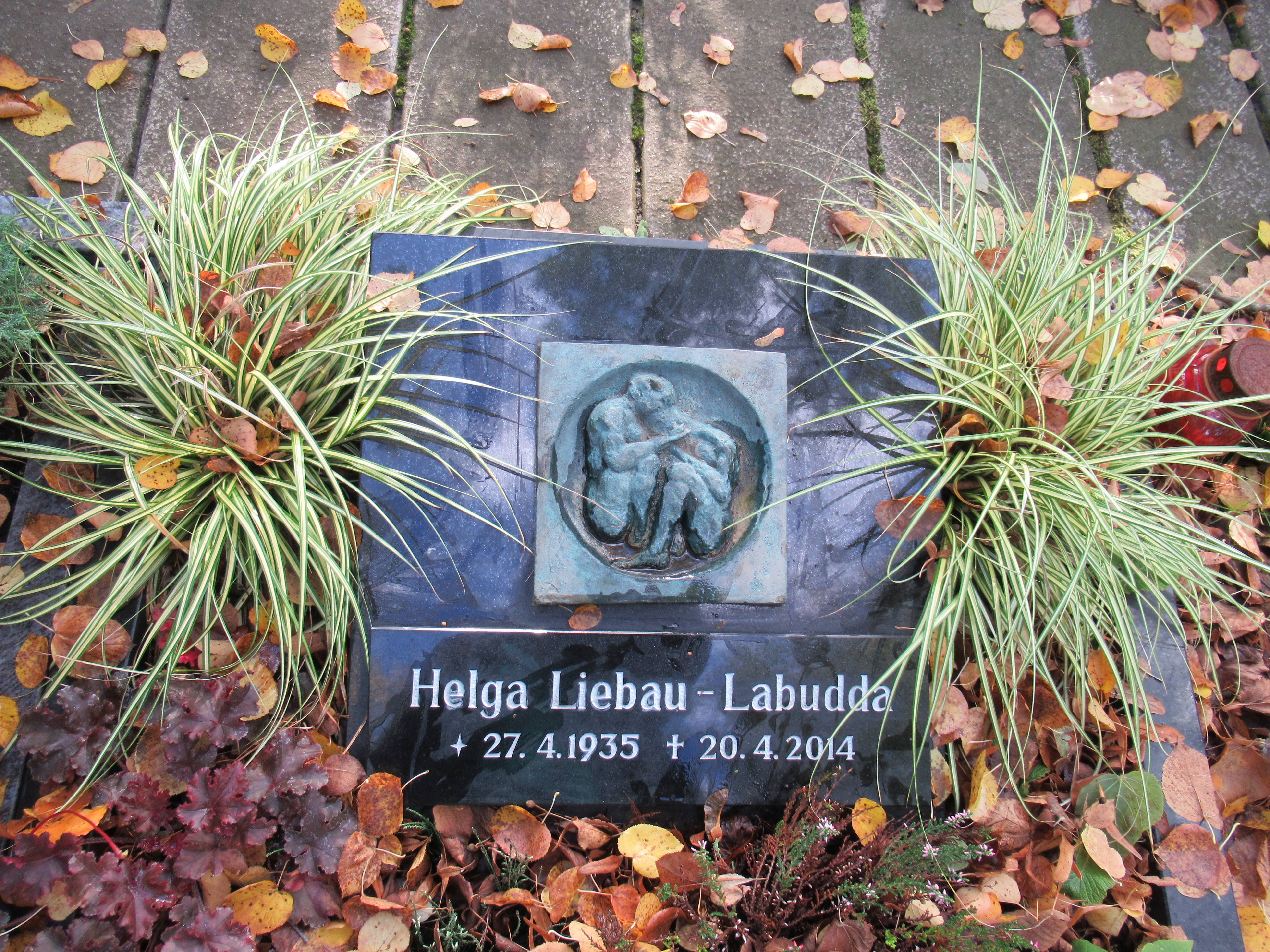
Grabstätte auf dem Friedhof Kaulsdorf

## Leben
Helga Labudda begann ihre künstlerische Laufbahn beim Deutschen Fernsehfunk. Danach spielte sie zwei Jahre Theater in Potsdam, unter anderem als Isabella in Der Richter von Zalamea, Eve in Der zerbrochne Krug, Luise in Kabale und Liebe und Natascha in einer Theaterfassung von Krieg und Frieden. Wolfgang Heinz ließ sie die Rolle der Natascha auch an der Volksbühne Berlin spielen und holte sie 1963 an das Deutsche Theater. Hier stellte sie zuerst Neli in Horia Lovinescus Schauspiel Fieber und darauf Ophelia in Hamlet dar, jeweils als Partnerin von Horst Drinda. Am Deutschen Theater war sie erneut als Natascha in Krieg und Frieden zu sehen.
Von 1959 bis 1963 stellte sie im Fernsehen als erste Darstellerin die Frau Puppendoktor Pille dar. Ihre Nachfolgerinnen in dieser Rolle waren Angela Brunner und Urte Blankenstein. Außerdem wirkte sie in mehreren DEFA-Spielfilmproduktionen und in Fernsehserien mit. In dem Mehrteiler Wolf unter Wölfen nach Hans Fallada verkörperte sie als Violet von Prackwitz einen frühreifen Teenager und in Die besten Jahre, wieder an der Seite von Drinda, eine moderne junge Frau. In der Rolle der Monika Büttner gehörte sie zur Besetzung aller vier Teile der Fernsehproduktion Aber Vati!. Sie war gelegentlich auch als Synchronsprecherin tätig. Nach der Wende war Labudda nicht mehr als Schauspielerin tätig.
Helga Labudda starb im April 2014 im Alter von 78 Jahren nach längerer Krankheit in einem Pflegeheim. Sie wurde auf dem Friedhof Berlin-Kaulsdorf beigesetzt.
Ihr Mann Hans Liebau (1929–1994) veröffentlichte als Kunsthistoriker mehrere Werke.

## Filmografie
- 1958: Die Erschaffung der Welt (Stvorení sveta, Sprecherin)
- 1959–1963: Unser Sandmännchen (Serie)
- 1959: Brücke zwischen gestern und morgen
- 1960: Die Talente
- 1960: Das Venusmädchen
- 1960: Fernsehpitaval: Der Fall Dibelius – Schnoor (TV-Reihe)
- 1961: Der Mann mit dem Objektiv
- 1961: Die Liebe und der Co-Pilot
- 1964: Wolf unter Wölfen (TV-Mehrteiler)
- 1965: Die besten Jahre
- 1965: Ein Monat auf dem Lande
- 1967: Die gefrorenen Blitze
- 1967: Frau Venus und ihr Teufel
- 1968: Der Mord, der nie verjährt
- 1969: Der Staatsanwalt hat das Wort: Die Falschmeldung (TV-Reihe)
- 1969: Die Millionärin
- 1972: Euch werd ich’s zeigen
- 1974: Aber Vati! (3-teiliger Fernsehfilm: 1. Vati will nicht heiraten, 2. Vati will heiraten, 3. Vati hat geheiratet)
- 1976: Jede Woche Hochzeitstag
- 1979: Aber Vati! – Fünf Jahre danach
- 1979: Polizeiruf 110: Am Abgrund (TV-Reihe)
- 1983: Die traurige Geschichte von Friedrich dem Großen (Theateraufzeichnung)
- 1985: Die Rundköpfe und die Spitzköpfe (Theateraufzeichnung)
- 1988: Der Staatsanwalt hat das Wort: Wo mich keiner kennt (TV-Reihe)
- 1989: Polizeiruf 110: Katharina (TV-Reihe)
- 1990: Gänsehaut

## Theater
- 1963: Leo Tolstoi: Krieg und Frieden (Natascha) – Regie: Wolfgang Heinz/Hannes Fischer (Volksbühne Berlin)
- 1964: Horia Lovinescu: Fieber (Néli) – Regie: Gotthard Müller  (Deutsches Theater Berlin)
- 1965: Jewgeni Schwarz: Der Drache (Erna) – Regie: Benno Besson (Deutsches Theater Berlin)
- 1968: Hermann Kant: Die Aula – Regie: Uta Birnbaum (Deutsches Theater Berlin)
- 1971: Arnold Wesker: Goldene Städte (Jessica) – Regie: Hans-Georg Simmgen  (Deutsches Theater Berlin)
- 1980: Sophokles: Elektra (Chorführerin) – Regie: Friedo Solter  (Deutsches Theater Berlin im Plenarsaal der Akademie der Künste)
- 1984: Friedrich Schiller: Wallenstein (Wallensteins Gemahlin) – Regie: Friedo Solter (Deutsches Theater Berlin)

## Hörspiele
- 1963: Rudolf Leonhard: Orpheus – Regie: Renate Thormelen (Rundfunk der DDR)
- 1963: Thorbjørn Egner: Annette und die wilden Räuber (Annette) – Regie: Fritz Göhler (Kinderhörspiel – Rundfunk der DDR)
- 1967: Maxim Gorki: Wassa Schelesnowa – Regie: Fritz-Ernst Fechner (Hörspiel – Rundfunk der DDR)
- 1969: Fritz Selbmann: Ein weiter Weg (Irene) – Regie: Fritz-Ernst Fechner (Hörspiel (8 Teile) – Rundfunk der DDR)
- 1970: Autorenkollektiv: Gespräche an einem langen Tag – Regie: Detlef Kurzweg (Hörspiel – Rundfunk der DDR)
- 1970: Sophokles: Die Antigone des Sophokles (Ismene) – Regie: Martin Flörchinger (Hörspiel – Rundfunk der DDR)
- 1980: Volksbuch: Fortunatus’ Glückssäckel oder die Kunst, reich zu sein (Königin) – Regie: Andreas Scheinert (Hörspiel – Litera)
- 1981: Arne Leonhardt: Jazz am Grab (Frau Maukisch) – Regie: Werner Grunow (Hörspiel – Rundfunk der DDR)
- 1982: Hans Siebe: Der Tote im fünften Stock (Barbara Zöllner) – Regie: Barbara Plensat (Kriminalhörspiel – Rundfunk der DDR)
- 1985: Hans Fallada: Geschichten vom Mäuseken Wackelohr und von der gebesserten Ratte (Wackelohr) – Regie/Bearbeitung: Peter Brasch (Kinderhörspiel – Litera)
- 1988: Katja Oelmann: Steig der Stadt aufs Dach (Frau) – Regie: Barbara Plensat (Hörspiel – Rundfunk der DDR)
- 1988: Carlos Cerda: Kein Reisender ohne Gepäck (Großmutter) – Regie: Fritz Göhler (Hörspiel – Rundfunk der DDR)
- 1989: Astrid Rösel: Picknick mit einem Toten (Susen Harris) – Regie: Detlef Kurzweg (Hörspiel – Rundfunk der DDR)
- 1991: Ingomar von Kieseritzky: Wunschprogramme für Riesenschildkröten (Gretchen) – Regie: Barbara Plensat (Hörspiel – Funkhaus Berlin/SDR)